# 유계 (패왕)
패왕 유계(沛王 劉契, ? ~ ?)는 후한 말기의 황족으로, 마지막 패왕이다.

## 생애
아버지 패공왕의 뒤를 이어 패왕에 봉해졌다.
연강 원년(220년), 후한이 멸망하고 조위가 들어섰다. 유계는 숭덕후(崇德侯)로 폄작되었다.

## 출전
- 범엽, 《후한서》 권42 광무십왕열전

| 선대 아버지 패공왕 유요 | 후한의 패왕 ? - 220년 | 후대 (후한 멸망) |